# Vladica Popović
Vladimir "Vladica" Popović (Ivanjica, 17 de março de 1935 – Belgrado, 10 de agosto de 2020) foi um futebolista e treinador sérvio que atuava como meia.

## Carreira
Popović atuou no Estrela Vermelha, com o qual ganhou cinco campeonatos iugoslavos e três copas nacionais.
Popović fez parte do elenco da Seleção Iugoslava de Futebol que conquistou a medalha de prata nos Jogos Olímpicos de Verão de 1956. Também participou nas Copas do Mundo de 1958 e 1962.

## Morte
Morreu no dia 10 de agosto de 2020 em Belgrado, aos 85 anos.